# Mark Pocan
Mark William Pocan (Kenosha, 14 agosto 1964) è un politico statunitense, membro della Camera dei Rappresentanti per lo stato del Wisconsin dal 2013.

## Biografia
Nato e cresciuto a Kenosha, Pocan studiò all'Università del Wisconsin-Madison e successivamente divenne un imprenditore e fondò una propria azienda.
Sin da giovane Pocan si dedicò alla politica con il Partito Democratico e nel 1991 venne eletto all'interno del Consiglio dei supervisori della Contea di Dane, dove rimase per cinque anni.
Nel 1998 Pocan si candidò per un seggio all'interno della legislatura statale del Wisconsin, lasciato vacante da Tammy Baldwin, che era stata eletta alla Camera dei Rappresentanti. Pocan riuscì ad accaparrarsi il seggio e venne riconfermato fino al 2012.
In quell'anno infatti, la Baldwin lasciò la Camera per candidarsi al Senato e Pocan decise di candidarsi nuovamente per un seggio appartenuto alla Baldwin. Anche questa volta Pocan riuscì a farsi eleggere e nel gennaio del 2013 approdò al Congresso
Mark Pocan, che ideologicamente si configura come progressista, è dichiaratamente omosessuale. Nel 2006 si è sposato in Canada con il suo partner, anche se l'unione non è riconosciuta dallo Stato del Wisconsin.